# فرودگاه بورگ سیزریات
فرودگاه بورگ سیزریات (به انگلیسی: Bourg – Ceyzériat Airport) (به زبان بومی: Aéroport de Bourg - Ceyzériat) یک فرودگاه همگانی است که یک باند فرود آسفالت دارد و طول باند آن ۱۱۳۹ متر است. این فرودگاه در شهر بورک-آن-برس کشور فرانسه قرار دارد و در ارتفاع ۲۶۱ متری از سطح دریا واقع شده‌است.